# リョウ
『リョウ』は、上田倫子による日本の少女漫画。『マーガレット』（集英社）にて連載された。

## あらすじ
現代に生きる主人公の女子高生・遠山りょうが、修学旅行先の京都で弁慶と名乗る謎の男に、襲われる。
それをきっかけに、自分が平安時代に生きていた源義経（牛若丸）であることを知り、謎の狼に導かれるように弁慶とともに平安時代へと戻る。
平安の世で、男であるはずの義経が女であったということから、平氏と源氏との絡み合いを描く。

## 主な登場人物
遠山りょう（とおやま りょう）／源義経
女子高生。その正体は歴史に名を残す源義経その人。３年前、樹海にいたところを保護され、記憶をかつて交通事故死した少女・遠山りょうのものに塗り替えられていた。
修学旅行中、京都で弁慶と出会い、自分の正体を知ることとなる。戸惑いながらも源氏再興を願う弁慶に惹かれ、平安時代に戻ることを決意し、様々な困難を乗り越え成長していく。
弁慶と愛し合うようになるが敵対する維盛の優しさに心を奪われる場面もあった。平家滅亡後、奥州で晴れて弁慶と結ばれ子どもを授かるが、頼朝に攻め入られその幸せは長くは続かなかった。その後は農村で身分と名前を偽り、残された子どもに葵と名付け、愛情を注ぎ生活していたが、突如現れた謎の狼に葵を奪われてしまう。狼を追って（かつて暮らしていた時より１０年前の）現代に再び戻り、事故死する前の本物のりょうと出会い、彼女を事故から庇って命を落とす。
武蔵坊弁慶（むさしぼう べんけい）
義経の家来。りょうに絶対的な忠誠を誓い、りょうを庇うことで重症を負うことも多い。
長身長髪の美男子で、歴史書とは大きく容姿が異なる。かつての恋人の死により、もう誰も愛さないと決めていたが、次第にりょうと惹かれあう。
りょうと共に頼朝の追跡から逃れる際に、矢を射られ絶命した。
平維盛（たいらのこれもり）
優しく聡明な美青年。りょう（義経）と敵対する平家であるが、彼女を深く愛した。りょうと結ばれないことを悲観し、自暴自棄になり酒に溺れた結果、病に伏す。
平賀葵（ひらが あおい）
りょうの幼馴染の少年。りょうのことが大好きで、彼女の後を追い過去の時代へ行ってしまう。優しい性格のため、戦が苦手。しかし、りょうを守るため最期は剣を抜いて頼朝に立ち向かい命を落とした。りょうと弁慶は生まれてきた子に葵と名付けることを誓う。
リョウ文庫版8巻305頁の作者のあとがきにて「葵は何者だったのか」という疑問に、最初からりょうと弁慶の子どもという設定があったと答えている。そのため同じ痣があったり、弁慶を父のように思ったりといった描写を入れていた。子どもは「葵の生まれ変わりかもしれない」と本編中に言わせる予定もあったが描かずに終わってしまったという。ただし、完全な同一人物ではないとのこと。
虎子（とらこ）
弁慶の元恋人で京都の元芸子。グラマラスな体型の美人で、気の強い女性。弁慶を追いかけ過去の時代へ行くが、最終的に義経の従兄弟にあたる木曾の義仲と夫婦になる。
常陸坊海尊（ひたちぼう かいそん）
維盛の家来として登場したが、平家に母を殺されたため平家を裏切り、りょうの家来となった。
弁慶の幼馴染。りょうが亡くなったあとは、現代に残り仲良く手を繋ぐ葵と（事故で亡くなる筈だった本物の）りょうを見守った。
うた
海尊の妹で、弁慶のかつての許嫁。自分たち故郷である熊野の村の中立を守るための戦いの最中、弁慶を庇って平氏に殺されたことが、弁慶の平氏追討の原因となっている。
源頼朝（みなもとのよりとも）
りょう（義経）の異母兄。優しく、頼りになる兄であったが最愛の妻・政子を亡くした後精神を病み、りょうを女として見るようになり、自分のものにしようとした。
静御前（しずかごぜん）
りょうが平泉に滞在していた際に、やってきた白拍子一行の一人。平家潜入に協力したりと、りょうの力になる。
常盤御前（ときわごぜん）
りょう（義経）の母。慈悲にあふれる美しい女性。平治の乱の後、清盛の前に出された際に、りょうが平氏に嫁がされるのを阻止するため、りょうが男であると嘘をついた。だが清盛がりょうが女である事に気付いている事を知り、それがきっかけとなりりょうを男子として育てる事を決めた。
遠山源一郎（とおやま げんいちろう）
りょうの祖父。剣道道場を営んでおり、練習を強要したことがきっかけで、りょうを交通事故で失う。そのことを大変悔いており、数年後樹海で発見した義経にりょうの記憶を植え付け、義経を孫として可愛がっていた。藤原秀衡（後述）に容姿が似ている。
藤原秀衡（ふじわらのひでひら）
奥州藤原氏の氏長者（うじのちょうじゃ）。
りょうを当初は「男性」だと思い込んでおり、彼女が元服した際、領地から多数の娘達を集め、縁談を持ちかけるが「実は女性である」事を打ち明けられ、ショックで倒れた。だが、りょう（義経）に水干を脱ぐよう告げた後、女性の装束を贈った。
藤原泰衡（ふじわらのやすひら）
藤原秀衡の嫡男。りょうを疎んじていたが、元服の一件などを経て剣術の稽古を付けるようになる。